# World Club Challenge 1994
El World Club Challenge de 1994 fue la sexta edición del torneo de rugby league más importante de clubes a nivel mundial.

## Formato
Se enfrentan los campeones del año anterior de las dos ligas más importantes de rugby league del mundo, la National Rugby League y la Super League.

## Participantes
| Liga                       | Ganador          |
| -------------------------- | ---------------- |
| National Rugby League 1993 | Brisbane Broncos |
| RFL Championship 1992-93   | Wigan Warriors   |

## Encuentro
| 1 de junio de 1994 | Brisbane Broncos | 14 - 20 | Wigan Warriors | ANZ Stadium, Sídney             |  |
|                    |                  |         |                | Asistencia: 54 220 espectadores |  |

| Bandera de Inglaterra  |
| Campeón Wigan Warriors |
| Tercer título          |